# Chowtāsh
Chowtāsh (persiska: چُوتاش, چَرتاش, چُّتَش, چوتاش) är en ort i Iran.   Den ligger i provinsen Hamadan, i den nordvästra delen av landet, 300 km väster om huvudstaden Teheran. Chowtāsh ligger 2 011 meter över havet och antalet invånare är 978.
Terrängen runt Chowtāsh är huvudsakligen kuperad, men åt nordost är den platt.Runt Chowtāsh är det ganska tätbefolkat, med 86 invånare per kvadratkilometer. Närmaste större samhälle är Asadābād, 13,6 km väster om Chowtāsh. Trakten runt Chowtāsh består i huvudsak av gräsmarker.